# Михайлов, Николай Григорьевич
Николай Григорьевич Михайлов (22.03.1938 — 29.07.2009) — российский учёный, специалист по кормлению сельскохозяйственных животных, член-корреспондент РАСХН (1995).

## Биография
Родился в Симферополе. 
Окончил Московскую ветеринарную академию им. К. И. Скрябина (1961).
В 1961—1969 старший научный сотрудник, зав. отделом звероводства Магаданской государственной областной с.-х. опытной станции.
С 1969 года в Магаданском зональном НИИ сельского хозяйства:
- зав. отделом звероводства (1969—1970),
- заведующий группой по клеточному звероводству и охотопромыслу (1971—1972),
- заведующий лабораторией технологии приготовления кормов и зооанализа (1973),
- заведующий отделом технологии приготовления кормов с лабораторией культивирования микроводорослей и группой зооанализа (1973—1974),
- заместитель директора по научной работе (1975—1987),
- с 1987 г. — директор Магаданского зонального НИИ сельского хозяйства Северо-Востока (сейчас Магаданский НИИ сельского хозяйства).

Доктор сельскохозяйственных наук (1992), член-корреспондент РАСХН (1995).
Награждён медалями «За трудовую доблесть» (1982), «Ветеран труда» (1986).
Автор 36 книг и брошюр.

## Публикации
- Кормление сельскохозяйственных животных в условиях Магаданской области. — Магадан: Кн. изд-во, 1987. — 187 с.
- Пути совершенствования сельскохозяйственного производства на Крайнем Северо-Востоке России: Сб. науч. тр. / Соавт.: А. А. Пугачев и др.; Зон. НИИСХ Северо-Востока. — Новосибирск, 1994. — 166 с.
- Концепция стабилизации и развития аграрного сектора Дальнего Востока до 2010 года / Соавт.: А. С. Шелепа и др.; Дальневост. НИИ экономики, орг. и планир. АПК. — М., 2003. — 50 с.